# Гладков, Трофим Андроникович
Трофим Андроникович Гладков (15 июля [28 июля] 1901 года, хутор Грачевский — 19 января 1964 года, Одесса) — советский военачальник, участник гражданской, Советско-польской, Советско-финской и Великой Отечественной войн, полковник (1942).

## Начальная биография
Трофим Андроникович Гладков родился 28 июля 1901 года на хуторе Грачевском Романовской станицы Первого Донского округа ныне несуществующее поселение Волгодонского района Ростовской области.

## Военная служба

### Гражданская война
28 декабря 1919 года был призван в ряды Вооружённых сил Юга России, после чего был направлен рядовым запасной команды Ростовского запасного полка. В боевых действиях против РККА не участвовал.
В феврале 1920 года заболел тифом, после чего находился на лечении в госпитале и после того, как оказался в тылу Красной армии, добровольно вступил в неё, после чего был направлен учёбу на 4-е Армавирские командные курсы. С декабря 1920 по апрель 1921 года Гладков курсантом в составе 2-й Московской бригады на Южном фронте принимал участие в подавлении бандитизма в Дагестане.

### Межвоенное время
В ноябре 1922 года после окончания курсов Гладков был назначен на должность командира взвода и помощника командира роты учебно-кадрового полка Отдельной Кавказской армии, дислоцированной в Тбилиси. В октябре 1924 года был направлен на учёбу в Тифлисскую пехотную школу комсостава, после окончания которой с сентября 1926 года служил в 240-м стрелковом полку (Украинский военный округ), дислоцированном в Ворошиловграде, на должностях командира взвода полковой школы, командира роты и помощника начальника штаба полка.
В мае 1931 года был направлен на учёбу в Военную академию имени М. В. Фрунзе, после окончания которой в мае 1934 года был назначен на должность начальника штаба 92-го стрелкового полка (Северокавказский военный округ), дислоцированного в Сталинграде. В июне 1937 года был назначен на должность начальника 1-й части штаба 31-й стрелковой дивизии. С октября 1938 года Гладков находился под следствием органов НКВД, после освобождения с апреля 1940 года исполнял должность начальника 1-й части штаба 129-й стрелковой дивизии, а в марте 1941 года был назначен на должность начальника штаба 28-й горнострелковой дивизии, дислоцированной в Сочи.

### Великая Отечественная война
С началом войны Гладков находился на прежней должности. В сентябре 1941 года был направлен на учёбу на двухмесячный курс при Академии Генерального штаба имени К. Е. Ворошилова, и в ноябре был назначен на должность заместителя командира 68-й морской стрелковой бригады, в феврале 1942 года — на должность начальника штаба 3-го гвардейского стрелкового корпуса, который принимал участие в наступательных боевых действиях севернее Таганрога, а затем вёл оборонительные боевые действия на реке Миус. С июня по июль 1942 года корпус принимал участие в ходе Воронежско-Ворошиловградской наступательной операции, во время которой со 2 по 12 июля Гладков временно исполнял должность командира корпуса. Вскоре корпус принимал участие в ходе Донбасской оборонительной операции и оборонительных боевых действиях во время битвы за Кавказ. 13 августа 1942 года личный состав управления 3-го гвардейского стрелкового корпуса был направлен на укомплектование управления 10-го гвардейского стрелкового корпуса, гвардии полковник Гладков был назначен начальником штаба корпуса.
С октября 1942 года Гладков находился на лечении в госпитале, и после выздоровления в ноябре был назначен на должность заместителя начальника оперативного отдела штаба Закавказского фронта, а в январе 1943 года — на должность заместителя начальника штаба 58-й армии (Северо-Кавказский фронт), после чего принимал участие в ходе наступательной операции на тихорецком направлении, а затем и в обороне побережья Азовского моря.
В декабре 1943 года был назначен на должность заместителя начальника штаба Прибалтийского военного округа. Управление округа было образовано на базе полевого управления 58-й армии с дислокацией в городе Вышний Волочек. В январе 1944 года был назначен на должность начальника оперативного отдела и заместителя начальника штаба 21-й армии, а с января по февраль временно исполнял должность начальника штаба армии, принимавшей участие в ходе Выборгской наступательной операции.
В ноябре 1944 года был назначен на должность начальника оперативного отдела штаба Одесского военного округа.

### Послевоенная карьера
После войны находился на прежней должности.
В сентябре 1945 года полковник Гладков был назначен на должность начальника отдела оперативной подготовки оперативного управления штаба Одесского военного округа, а в декабре 1951 года был направлен на учёбу на высшие академические курсы при Высшей военной академии имени К. Е. Ворошилова, после окончания которых в апреле 1953 года уволен в запас.
Полковник Трофим Андроникович Гладков умер 19 января 1964 года в Одессе.

## Награды
- Орден Ленина (30.04.1945)[2];
- Три ордена Красного Знамени (03.11.1944[3], 08.12.1944[4], 15.11.1950[5]);
- Орден Красной Звезды (10.05.1943)[6];
- Медаль «За оборону Ленинграда»[7]
- Медаль «За оборону Кавказа» (25.11.1944)[8]
- Медаль «За победу над Германией в Великой Отечественной войне 1941—1945 гг.» (22.08.1945)[9]